# ¿Es el enemigo? La película de Gila
¿Es el enemigo? La película de Gila és una pel·lícula hispano-portuguesa de comèdia dramàtica  biogràfica i bèl·lica de 2024, dirigida per Alexis Morante i protagonitzada per Óscar Lasarte. Va ser escrita per Morante i Raúl Santos sobre la base d'una història del productor José Alba i Morante, al seu torn inspirada en el llibre autobiogràfic El libro de Gila. Antología cómica de obra y vida del còmic Miguel Gila.  Es va estrenar en el Festival Internacional de Cinema de Sant Sebastià el 25 de setembre de 2024, i té previst la seva estrena en cinemes espanyols per al 13 de desembre de 2024, amb distribució de Filmax.

## Argument
Al Madrid de 1936, un jove anomenat Miguel Gila (Óscar Lasarte) viu tranquil i feliç amb els seus avis en una humil golfa. Però l'esclat de la Guerra Civil obliga a Miguel, al costat del seu amic Pedro (Carlos Cuevas), a acudir a la lluita. Allí Gila sobreviu a misèries, batalles, a l'afusellament i a la presó gràcies al seu humor. Per aquesta forma única d'interpretar el món que li envolta, Gila es convertirà en un dels còmics més populars d'Espanya i Hispanoamèrica.

## Repartiment
- Óscar Lasarte com a Miguel Gila
- Carlos Cuevas com a Pedro Tabales
- Salva Reina com a Caporal
- Iván Villanueva com el Mestre
- Antonio Bachiller com Ginés
- Natalia de Molina com Rosa
- David Elvira com Pantxo
- Adelfa Calvo com l'Àvia
- Ramón Ibarra Robles com l'Avi
- Vicente Romero Sánchez com el Tinent Riveras
- Guiomar Puerta com Patricia
- Nagore Andrés com la Maruja
- Oier Zúñiga com el Policia 1 de l'ordre públic
- Iñigo Aramburu com Antonio
- Paulo Pires com el General
- Alvaro Manso com l'enemic de Vaca 1
- Pedro Casablanc com el Coronel Salgado
- Gaizka Chamizo com el Soldat amb cicatriu en la presó
- Guillermo Uria com el Soldat d'infermeria en la presó
- Patxi Pérez com el Sacerdot
- Bruno Morante com el Sergent
- Iñaki Balboa com el Presoner amb maletes en la presó
- Gemma Martínez com la Dona del grup dretà en la presó
- Joao Pedro Mamede com la Brigada
- Asier Tartás com el Soldat enemic de l'afusellament número 2
- Javier Barandiarán com el Soldat enemic de l'afusellament número 3
- Andoni Agirregomezkorta com el Regidor
- Galder Tudela com l'altre Pedro Tabales

## Producció
Al maig de 2023, es va anunciar que Alexis Morante estava desenvolupant la seva segona pel·lícula de ficció, una pel·lícula biogràfica sobre el còmic Miguel Gila titulada ¿Es el enemigo? i inspirada en el seu llibrr autobiogràfic El libro de Gila. Antología cómica de obra y vida. El rodatge de la pel·lícula va començar al febrer de 2024. El març de 2024, es va anunciar que el rodatge de la pel·lícula havia conclòs i que Óscar Lasarte és l'actor que encarnaria a Gila en la pel·lícula. El rodatge de la pel·lícula va tenir lloc a diverses localitats de Biscaia, inclosa Durango
El pressupost total d'¿Es el enemigo? és de 3.7 milions d'euros, incloent 1.2 milions d'euros procedents de les ajudes generals del ICAA.

## Llançament i màrqueting
El 25 de juliol, es va anunciar que Filmax havia programat l'estrena en cinemes de la pel·lícula, titulada sota el nom complet d'¿Es el enemigo? La película de Gila, cap el 13 de desembre de 2024. El 23 d'agost de 2024, es va anunciar que la pel·lícula tindria la seva estrena mundial en el Festival Internacional de Cinema de Sant Sebastià el 25 de setembre de 2024,  i l'endemà, el 24 d'agost de 2024, Filmax va llançar el seu primer tràiler i pòster. Al novembre de 2024, Filmax va llançar el tràiler final de ¿Es el enemigo?.

## Recepció
Fausto Fernández de Fotogramas va puntuar la pel·lícula amb 3 estrelles sobre 5, destacant les aparicions de Romero i Calvo com el millor de la pel·lícula.
Toni Vall de Cinemanía va puntuar la pel·lícula amb 4 sobre 5 estrelles, declarant-la "una bella pel·lícula, un profund homenatge al mestre Gila".

## Reconeixements
| Any  | Premi             | Categoria                 | Nominat                     | Resultat | Ref    |
| ---- | ----------------- | ------------------------- | --------------------------- | -------- | ------ |
| 2025 | 4ts Premis Carmen | Millor pel·lícula         | Millor pel·lícula           | Pendent  | [ 15 ] |
| 2025 | 4ts Premis Carmen | Millor director           | Alexis Morante              | Pendent  | [ 15 ] |
| 2025 | 4ts Premis Carmen | Millor guió adaptat       | Alexis Morante, Raúl Santos | Pendent  | [ 15 ] |
| 2025 | 4ts Premis Carmen | Millor actor secundari    | Salva Reina                 | Pendent  | [ 15 ] |
| 2025 | 4ts Premis Carmen | Millor actor secundari    | Vicente Romero              | Pendent  | [ 15 ] |
| 2025 | 4ts Premis Carmen | Millor actriu secundària  | Adelfa Calvo                | Pendent  | [ 15 ] |
| 2025 | 4ts Premis Carmen | Millor muntatge           | José M.G. Moyano            | Pendent  | [ 15 ] |
| 2025 | 4ts Premis Carmen | Millor direcció artística | Beatriz López Herrerías     | Pendent  | [ 15 ] |
| 2025 | XXXIX Premis Goya | Millor actor revelació    | Óscar Lasarte               | Pendent  | [ 16 ] |